# Arto Rautiainen
Arto Tapani Rautiainen, född 30 januari 1968, död 14 maj 2004, var en svensk orienterare.
Han avled hastigt under ett träningspass. Rautiainen är begravd på Östra kyrkogården i Göteborg.

## Klubbar
- OK Gipen
- OK Flundrehof
- Majornas IK
- IFK Göteborg

## Meriter
- Svensk juniormästare i stafett 1985 (Anders Johansson, Anders Järvelä, Arto Rautiainen).
- Svensk juniormästare i långdistans 1987.
- Svensk juniormästare i nattorientering 1988.
- Militär världsmästare (CISM) 1988.
- Nordisk juniormästare i stafett 1988 (Klas Karlsson, Per Ek, Peter Jacobsson, Arto Rautiainen).
- Studentvärldsmästare i stafett (Akademiska VM)1990.
- SM-guld 1991 klassisk distans
- SM-guld 1993 kortdistans
- Bronsplacering i stafett i öppna nordiska mästerskapen, 1992
- Silver stafettvärldcupen 1994
- Bronsplacering 1998 SM långdistans
- Svensk landslagsman 1992-1994, 1997-1998

Han utmärkte sig också inom ren löpning, genom t.ex. en 11:e placering i Göteborgsvarvet 1990, på tiden 1.10.03 Till Göteborgsvarvets resultat 1990Han upprepade tiden 1995 och hamnade då på plats 34 Resultaten 1995